# أنطونيو مينينديث
أنطونيو مينينديث (بالإسبانية: Antonio Menéndez González)‏ هو دراج إسباني، ولد في 18 أغسطس 1946 في كانغاس ديل نارثيا في إسبانيا.

## وصلات خارجية
- أنطونيو مينينديث على موقع أرشيف الدراجات (الإنجليزية)
- أنطونيو مينينديث على موقع إحصائيات الدراجات الإحترافية (الإنجليزية)
- أنطونيو مينينديث على موقع CycleBase (الإنجليزية)